# Jeff Flake
Jeffrey Lane Flake (nascido em 31 de dezembro de 1962) é um político e diplomata americano que serviu como Senador dos Estados Unidos pelo estado do Arizona e depois como embaixador dos Estados Unidos para a Turquia de 2021 a 2024. Membro do Partido Republicano, Flake ainda serviu na Câmara dos Representantes de 2001 a 2013.
Nascido em Snowflake, Arizona, Flake estudou na Universidade Brigham Young, onde conseguiu um bacharelado em relações internacionais e depois um Master of Arts em ciências políticas. No começo da década de 1980, ele se tornou um missionário da Igreja de Jesus Cristo dos Santos dos Últimos Dias na África do Sul, onde ele aprendeu a falar africâner. Após retornar aos Estados Unidos, Flake serviu como diretor executivo da Goldwater Institute (um think tank conservador), após ser eleito como Partido Republicano na Câmara dos Representantes dos Estados Unidos pelo 1º distrito congregassional do Arizona em 2001.
Após a aposentadoria de Jon Kyl, Flake buscou ocupar sua vaga no Senado, derrotando o Democrata Richard Carmona na eleição. Flake fez parte do grupo bipartidário conhecido como "Gangue de Oito", que era uma pequena coalizão de senadores que buscavam passar uma reforma nas leis de imigração de forma bipartidária. Embora fosse um aberto oponente do Presidente Donald Trump, ele geralmente votava em favor das propostas de Trump no Congresso. Em outubro de 2017, Flake anunciou que não buscaria a reeleição em 2018. Na eleição de 2020, Jeff Flake endossou o democrata Joe Biden para presidente, em detrimento de Trump.
Durante sua carreira no Senado, Flake nunca gozou de muita popularidade. Quando assumiu seu assento no Senado, seu índice de aprovação era de apenas 32%, fazendo dele um dos senadores mais impopulares do país. Em meados de 2017, sua popularidade havia despencado para 18%, mas quando ele deixou o cargo, cerca de 30% do eleitorado aprovava sua performance no Senado, enquanto 51% desaparovava.
Em 29 de janeiro de 2019, Flake foi contratado pelo setor de jornalismo da CBS como contribuidor e analista político. Ele frequentemente aparecia em programas como CBS This Morning e CBS Evening News. Em junho de 2021, foi reportado que o Presidente Joe Biden nomearia Jeff Flake para servir como embaixador dos Estados Unidos para a Turquia. Em 26 de outubro, o Senado confirmou a nomeação de Flake para o posto.